# Stephen Maar
Stephen Timothy Maar (ur. 6 grudnia 1994 w Aurora) – kanadyjski siatkarz, grający na pozycji przyjmującego, reprezentant Kanady. 
Jego narzeczoną jest amerykańska siatkarka Molly Lohman.

## Sukcesy klubowe
Puchar Challenge:
- 2021
- 2024[9]

Liga włoska:
- 2024[10]

## Sukcesy reprezentacyjne
Mistrzostwa Ameryki Północnej, Środkowej i Karaibów Juniorów:
- 2012

Puchar Panamerykański:
- 2016[11]

Liga Światowa:
- 2017

Mistrzostwa Ameryki Północnej, Środkowej i Karaibów:
- 2023
- 2017, 2019

## Nagrody indywidualne
- 2015: Najlepszy atakujący Pucharu Panamerykańskiego
- 2017: Najlepszy przyjmujący Mistrzostw Ameryki Północnej, Środkowej i Karaibów
- 2019: Najlepszy przyjmujący Mistrzostw Ameryki Północnej, Środkowej i Karaibów
- 2023: Najlepszy skrzydłowy Mistrzostw Ameryki Północnej, Środkowej i Karaibów